# Volodimir Viktorovics Szmirnov
Volodimir Viktorovics Szmirnov (ukránul: Володимир Вікторович Смирнов, oroszul: Владимир Викторович Смирнов, Vlagyimir Viktorovics Szmirnov) (Rubizsne, 1954. május 20. – Róma, 1982. július 28.) szovjet színekben olimpiai és világbajnok ukrán tőr- és párbajtőrvívó.
1982. július 19-én a római világbajnokságon a tőr egyéni verseny egyik selejtezőjében Szmirnov ellenfelének, a német Matthias Behrnek eltört a fegyvere, és annak csonkja Szmirnov maszkját átszúrva az agyába hatolt. Szmirnov a baleset következtében kómába esett, és 9 nap múlva meghalt.